# Thiania humilis
Thiania humilis là một loài nhện trong họ Salticidae.
Loài này thuộc chi Thiania. Thiania humilis được Tord Tamerlan Teodor Thorell miêu tả năm 1877.